# Phare de Coruripe
Le phare de Coruripe (en portugais : Farol de Coruripe) est un phare situé dans la ville de Coruripe, dans l'État d'Alagoas - (Brésil).
Ce phare est la propriété de la Marine brésilienne et il est géré par le Centro de Sinalização Náutica e Reparos Almirante Moraes Rego (CAMR) au sein de la Direction de l'Hydrographie et de la Navigation (DHN).

## Histoire
Le phare de Coruripe est une tour cylindrique montée sur un socle pyramidal en béton armé. Le phare, d'une hauteur de 10 m avec galerie, est peint en blanc avec des bandes horizontales noires. Il a été mis en service en 1948 et était, à l'origine alimenté au gaz d'acétylène. Il a été électrifié en 1974.
Équipé maintenant d'une lampe électrique de 12 V alimentée par des batteries, sur un système optique à focale de 250 mm de focale, il émet, à une hauteur de 20 m, deux éclats blancs par période de 15 secondes. Sa portée maximale est d'environ 26 km.
Il est localisé en retrait de la plage de Coruripe, à environ 80 km au sud-ouest de Maceió.
Identifiant : ARLHS : BRA030 ; BR1396 - Amirauté : G0226 - NGA :17996.

## Caractéristique dufeu maritime
- Fréquence sur 15 secondes :
  - Lumière : 1 seconde
  - Obscurité : 3 secondes
  - Lumière : 1 seconde
  - Obscurité : 10 secondes

|                    |
| Pontal de Coruripe |